# Антокольський Марко Матвійович
Марко́ Матві́йович Антоко́льський, справжнє ім'я Мор́дух Матисович Антоко́льський (2 листопада 1843, Вільно — 9 липня 1902) — російський скульптор-реаліст та викладач єврейського походження. Професор скульптури Петербурзької академії мистецтв.

## Життєпис

### Ранні роки
Народився у Вільні в небагатій єврейській родині. Родина була релігійною і в домі розмовляли на їдиш. Марко (родиннє ім'я було Мо́рдух) був останньою, сьомою дитиною в родині. Його прізвище утворене за назвою віленського передмістя Antakalnis (російською «Антоколь»), більшість народів в Російській імперії тривалий час не мала власних прізвищ приблизно до 1861 року.
Малювати почав з дитинства, малював на всьому і нестримно, що викликало спротив в родині. Необорний потяг до малювання лише з роками почали визнавати і підлітка віддали на навчання до різьбяра по дереву.

### Художня освіта
Про помічника в скульптурній майстерні прознала дружина віленського генерал-губернатора Назимова, що цікавилась мистецтвом. Вона і сприяла влаштуванню молодика на навчання у Петербурзьку академію мистецтв. Молодика-єврея прийняли в імперський художній заклад лише як вільного слухача.
З 1862 р. — вільний слухач Академії мистецтв. Під впливом Рєпіна, Кримського і Стасова зближується з передвижниками і створює ряд пластичних образів видатних діячів російської історії.

## Творчість
Глибокою психологічною характеристикою відзначається скульптура «Іван Грозний» (1871), за яку йому було присуджено звання академіка. Монумент, статуя «Петро І» (1872) належить до найкращих творів російської реалістичної скульптури. З 1874 року, у зв'язку з хворобою, Марко Антокольський майже постійно жив в Італії і Франції, де працював над морально-етичними і філософськими темами («Христос перед народом», 1874; «Мефістофель», 1883). Образам людей, які боролися за високі людські ідеали, він часом надавав рис надто пом'якшених, мало не сентиментальних («Сократ», 1875; «Спіноза», 1882). Звернувшись знову до тем російської історії, створив видатні роботи — «Нестор-літописець» (1889), «Єрмак» (1891), де легендарний козак — покоритель Сибіру зображений людиною сміливою, відважною. Серед скульптурних портретів Антокольського — погруддя Тургенєва, Стасова, лікаря С. Боткіна.
Твори Антокольського зберігаються у Третьяковській галереї, Російському музеї (Санкт-Петербург), Київській картинній галереї та ін.

## Обрані твори

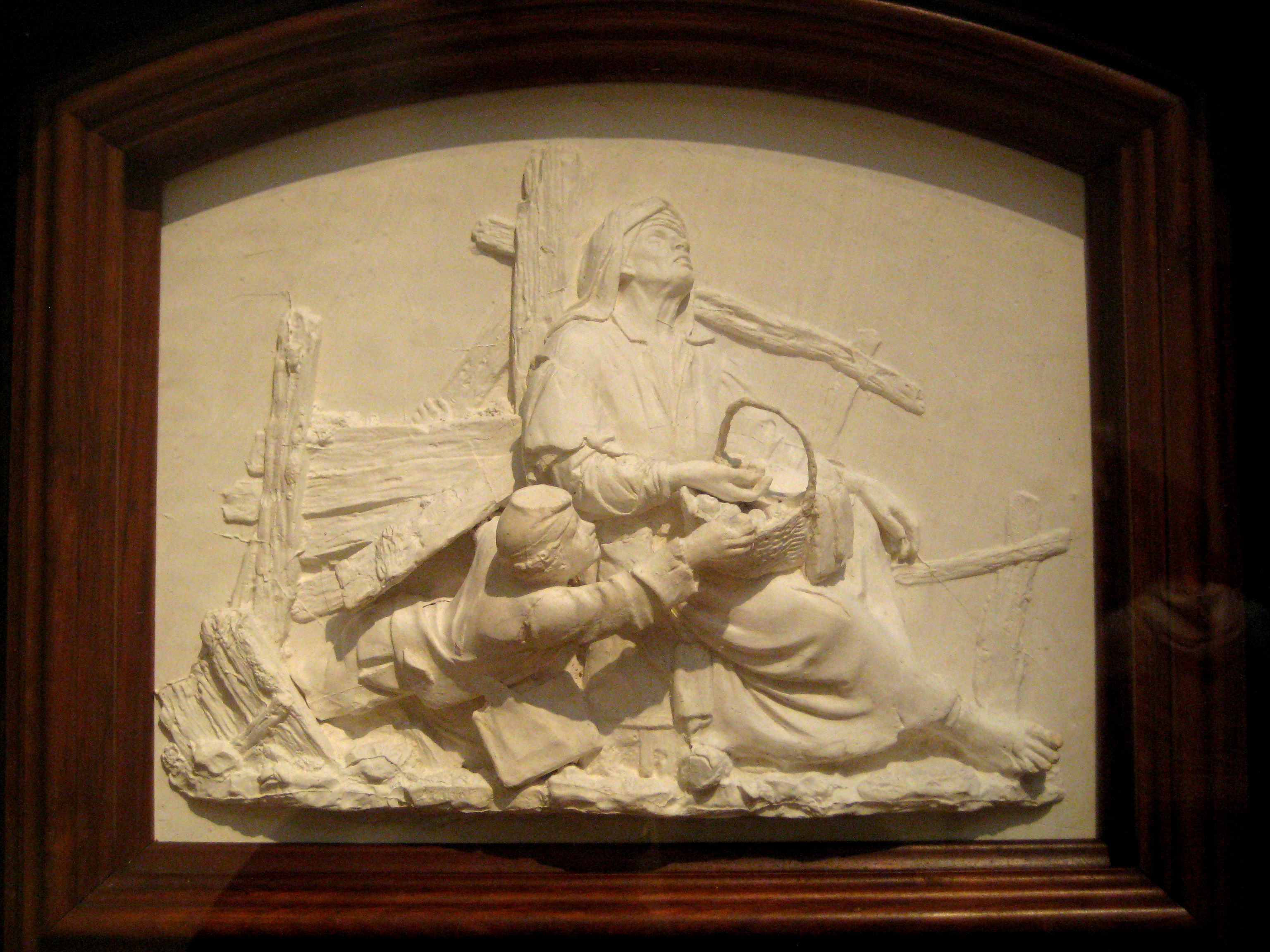
Марко Антокольський. «Хлопчик, що поцупив яблука в чужому кошику», 1866, гіпс, відливка

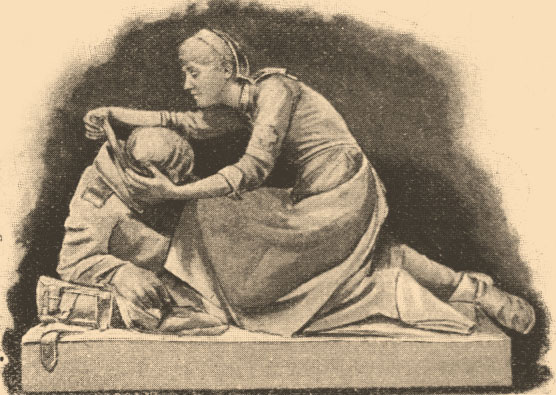
Марко Антокольський. «Сестра милосердя», замальовка скульптури

- «Напад інквізиторів на євреїв», перша версія, 1863, віск
- «Єврей-швець», 1864, деревина
- «Хлопчик, що поцупив яблука в чужому кошику», 1864, деревина, кістка
- «Полеміка про Талмуд», 1868, віск, деревина
- «Напад інквізиторів на євреїв»,
- «Цар Іван Грозний», версії у гіпсі (знищена), у бронзі, у мармурі (1871, 1875)
- «Портрет В. В. Стасова», 1873
- «Христос перед натовпом», 1874, версії у мармурі і в бронзі
- «Смерть Сократа», 1875
- «Надгробок княгині Оболенської», 1876
- «Портрет барона М. Гинцбурга», 1878, барельєф
- «Половцов, державний діяч», мармур, погруддя
- «Письменник Іван Сергійович Тургенєв», 1880, гіпс
- «Філософ Спіноза», 1882, мармур
- «Ярослав Мудрий, київський князь», майоліка
- «Нєстор, літописець», 1890, мармур
- «Варажок Єрмак», 1891, бронза
- «Янгол» (надгробок Терещенка), 1895
- «Цар Олександр ІІ», 1896
- «Цар Олександр ІІІ»
- «Російська імператриця, дружина царя Олександра ІІІ»
- «Монумент Петру І» для міста Таганрог
- «Сестра Милосердя»
- «Монумент Гроту К.К, засновнику училища для сліпих дітей», Санкт-Петербург

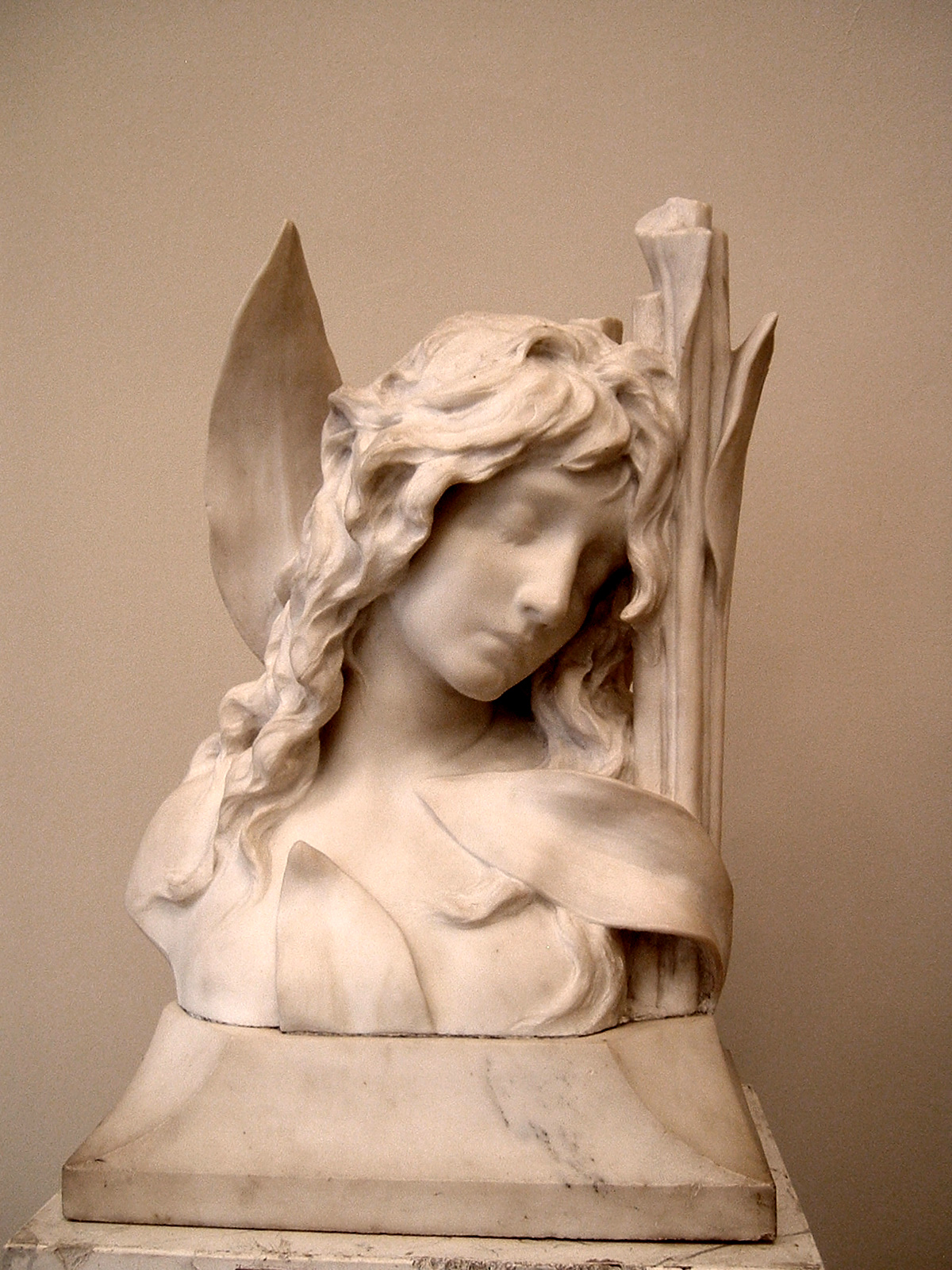
Марко Антокольський. «Русалка», мармур, Ермітаж
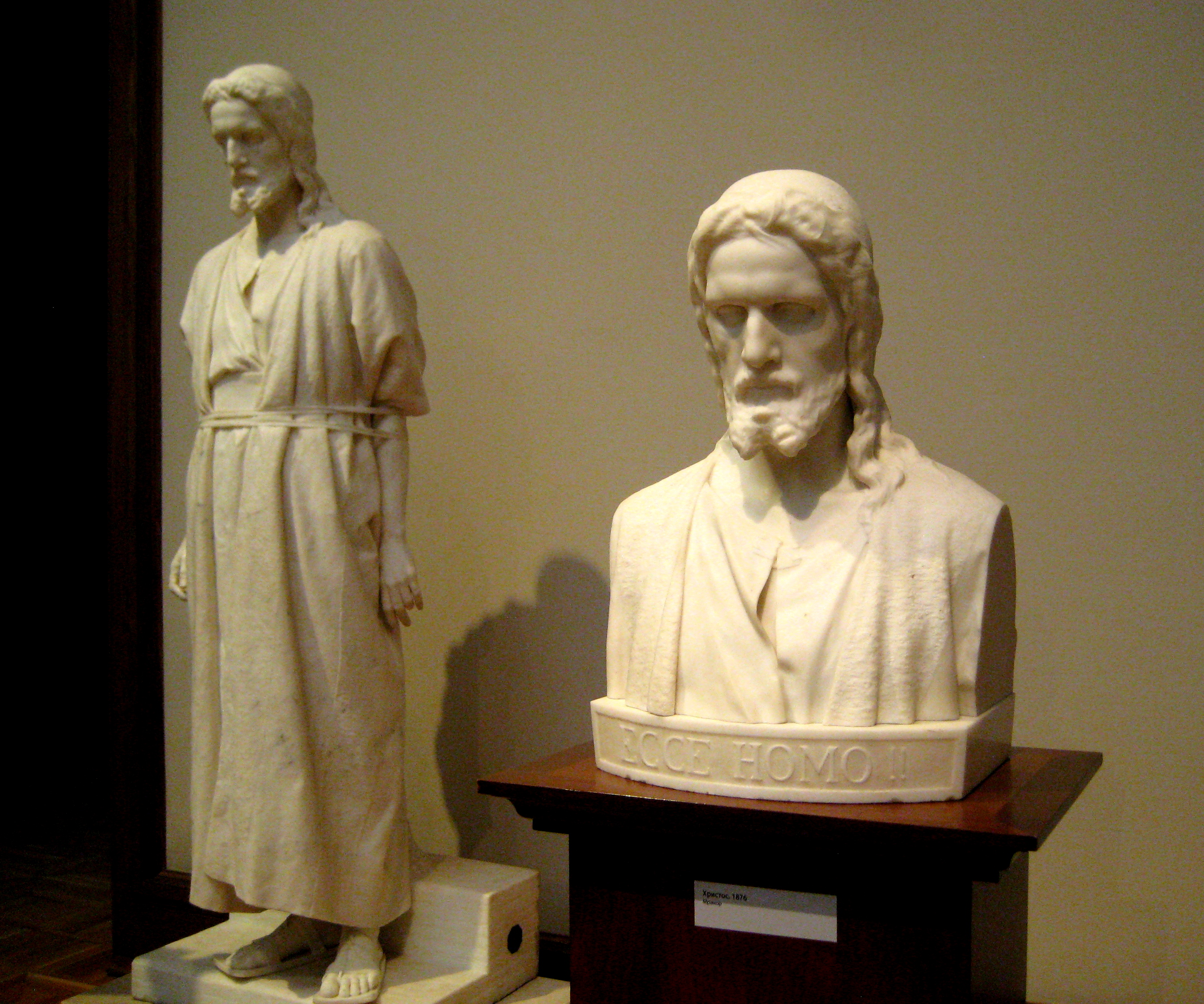
Марко Антокольський. «Христос перед натовпом», мармур, Третьяковська галерея
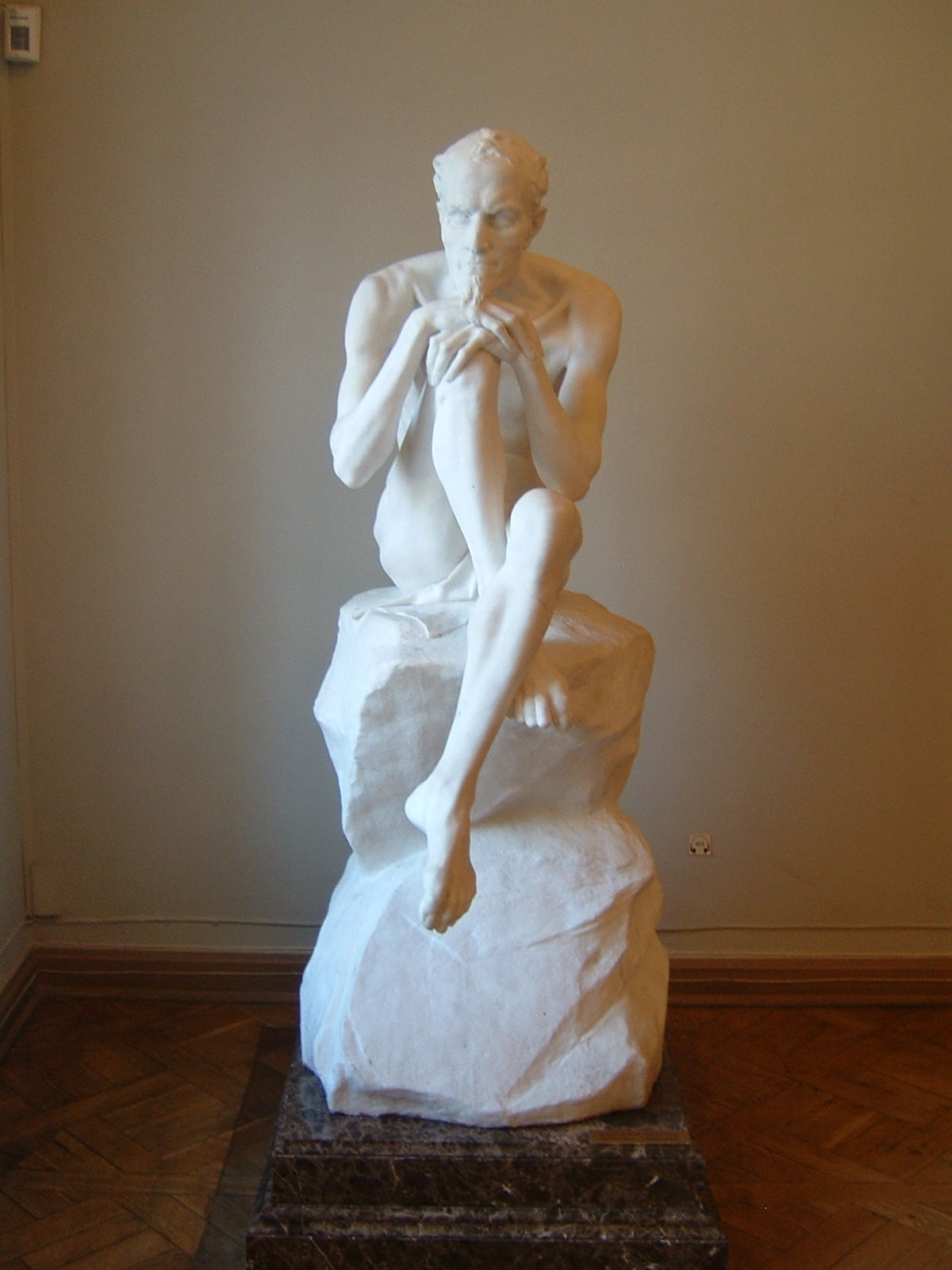
Марко Антокольський. «Мефістофель на скелі»
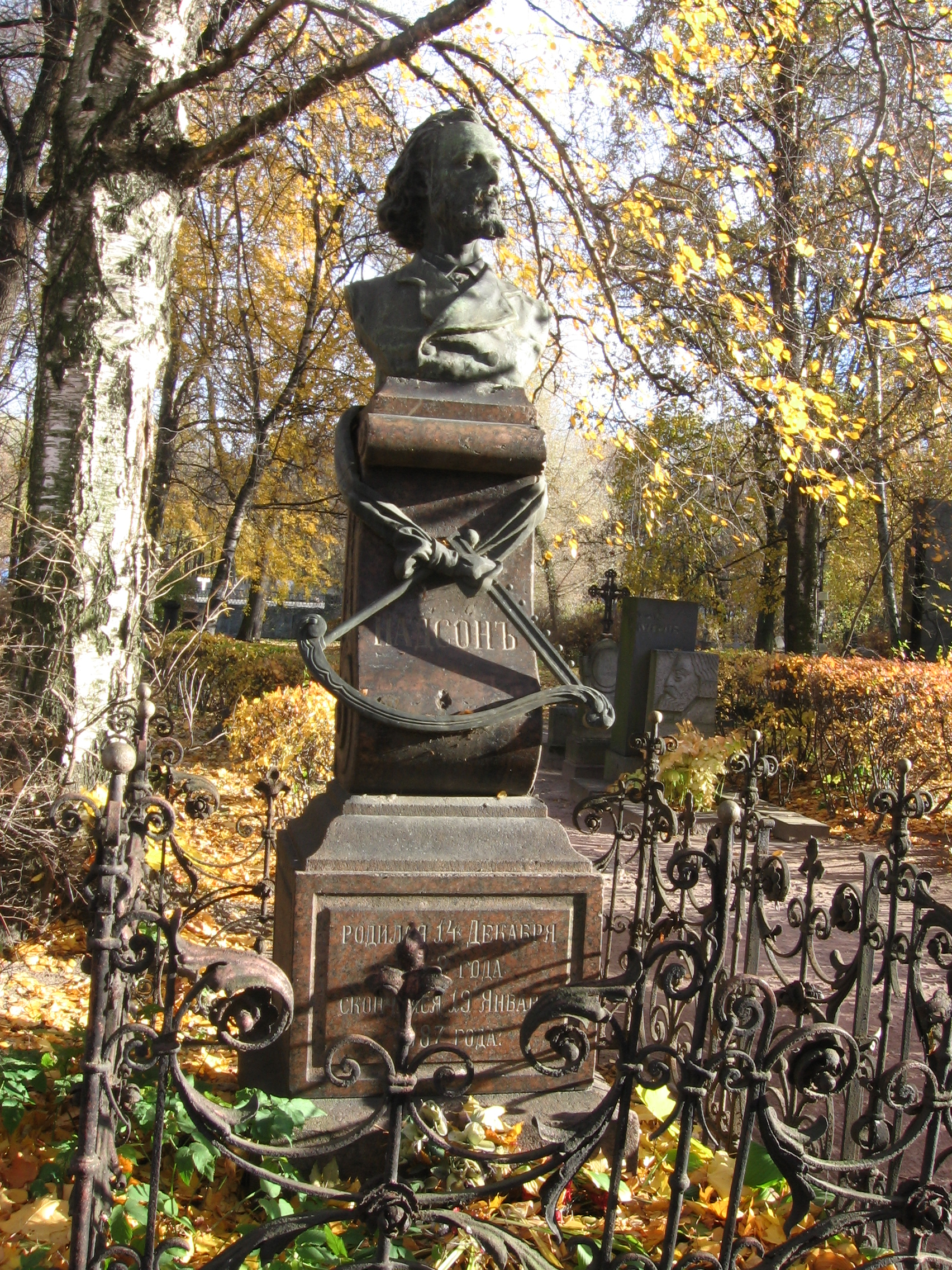
Марко Антокольський. «Надгробок поета Надсона»
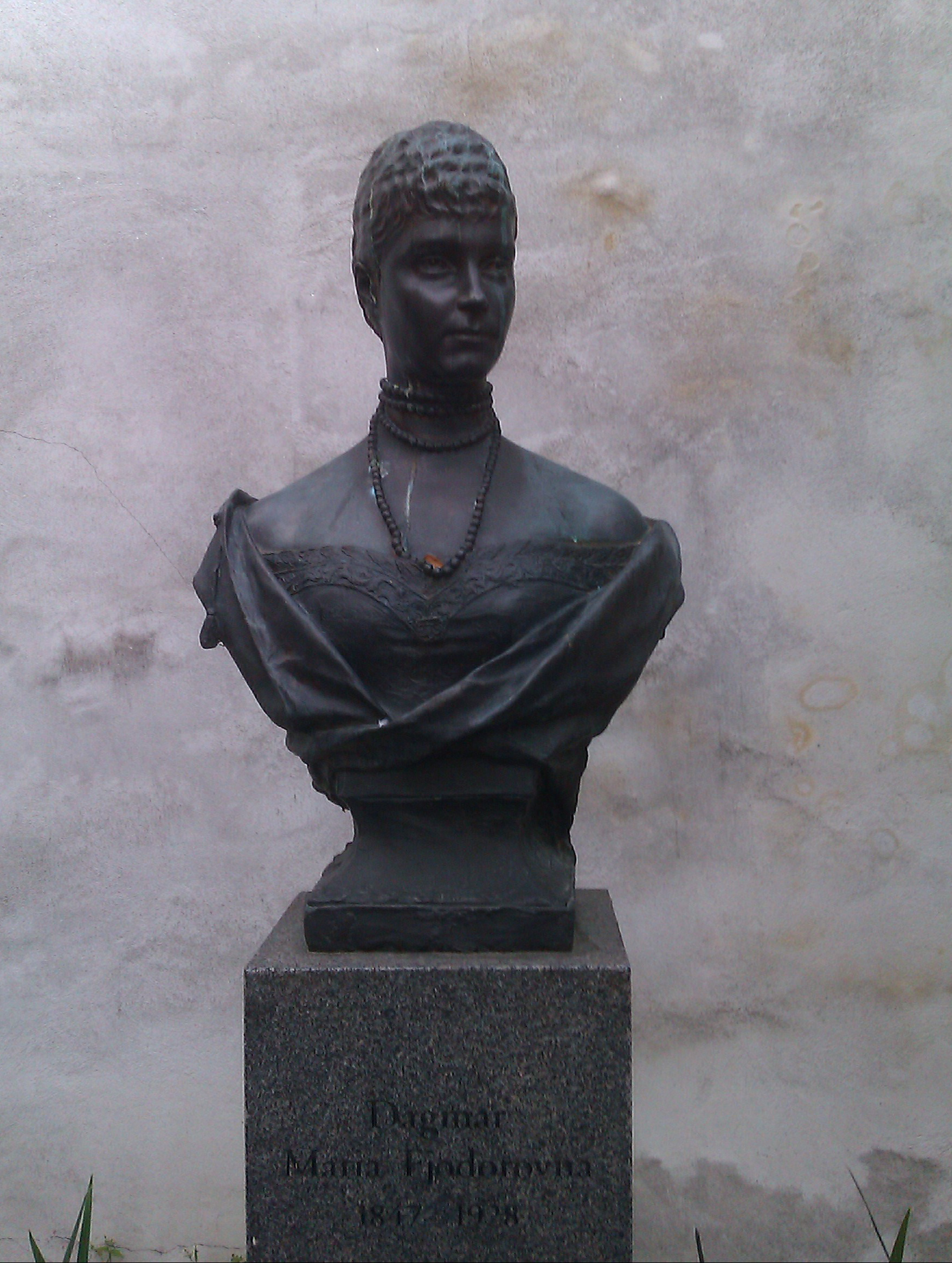
Марко Антокольський. «Російська імператриця, дружина царя Олександра ІІІ».